# Morrison Hotel
| 전문가 평가                          | 전문가 평가 |
| 평가 점수                            | 평가 점수   |
| 출처                                 | 점수        |
| ------------------------------------ | ----------- |
| AllMusic                             | [ 1 ]       |
| Christgau's Record Guide             | B+          |
| Rolling Stone                        | (Mixed)     |
| The Rolling Stone Album Guide        | [ 4 ]       |
| Slant Magazine                       | [ 5 ]       |
| Virgin Encyclopedia of Popular Music | [ 6 ]       |

《Morrison Hotel》은 1970년 2월 9일, 엘렉트라 레코드가 발매한 미국의 록 밴드 도어스의 다섯 번째 스튜디오 음반이다. 프로듀서 폴 A. 로스차일드가 이전 음반인 《The Soft Parade》에서 추천한 금관악기와 현악 편곡에 이어 밴드는 원래의 블루스 록 스타일로 되돌아갔고, 대체로 밴드의 형태로의 복귀로 여겨졌다. 도어스는 1969년 11월, "Hard Rock Cafe"와 "Morrison Hotel"이라는 두 개의 별칭으로 나뉜 음반을 녹음하기 위해 로스앤젤레스의 엘렉트라 레코드에 들어갔다. 이 그룹은 세션 베이시스트인 로니 맥과 레이 나폴리탄을 음반의 노래에 포함시켰다.
이 음반은 빌보드 200에서 4위로 정점을 찍었고, 이전 음반보다 해외에서 더 좋은 성적을 거두었다(이 음반은 12위로 정점을 찍은 영국에서 그룹들의 가장 높은 차팅 스튜디오 음반이었다). 〈You Make Me Real〉/〈Roadhouse Blues〉 싱글은 1970년 5월, 빌보드 핫 100 차트에서 더블 A-사이드로 50위에 정점을 찍었다. 이 음반의 커버 사진은 헨리 딜츠가 찍은 것이다.

## 커버 아트
커버 아트는 헨리 딜츠가 로스앤젤레스 사우스 호프 거리 모리슨 호텔에서 찍은 것이다. 그 밴드는 사진을 찍을 수 있는 허가를 받지 않았고, 점원이 책상에서 떨어져 있는 동안 그렇게 했다. 밴드는 딜츠가 슛을 할 때 흔들림 없이 바로 창문 뒤로 뛰어올라 제자리에 부딪쳤다. 뒷면 커버에는 이스트 5번가 300번지에 있는 하드 록 카페의 사진이 실려 있다. 이후 (그리고 다른 관련이 없는) 하드 록 카페 체인의 설립자들은 도어스의 음반에서 그것을 본 적이 있는, 그 이름을 사용했다. 그 건물은 이제 편의점의 본거지가 되었다. 모리슨 호텔 건물은 수년간 비어 있었지만 2018년에 발표된 새로운 개발계획이 이 건물을 복원할 수도 있다.

## 곡 목록
| #  | 제목                    | 작사·작곡                                        | 재생 시간 |
| -- | ----------------------- | ------------------------------------------------ | --------- |
| 1. | 〈Roadhouse Blues〉     | 짐 모리슨, 레이 만자렉, 존 덴스모어, 로비 크리거 | 4:03      |
| 2. | 〈Waiting for the Sun〉 | 모리슨                                           | 3:58      |
| 3. | 〈You Make Me Real〉    | 모리슨                                           | 2:53      |
| 4. | 〈Peace Frog〉          | 모리슨, 크리거                                   | 2:51      |
| 5. | 〈Blue Sunday〉         | 모리슨                                           | 2:13      |
| 6. | 〈Ship of Fools〉       | 모리슨, 크리거                                   | 3:08      |

| #  | 제목                     | 작사·작곡                        | 재생 시간 |
| -- | ------------------------ | -------------------------------- | --------- |
| 1. | 〈Land Ho!〉             | 모리슨, 크리거                   | 4:10      |
| 2. | 〈The Spy〉              | 모리슨                           | 4:17      |
| 3. | 〈Queen of the Highway〉 | 모리슨, 크리거                   | 2:47      |
| 4. | 〈Indian Summer〉        | 모리슨, 크리거                   | 2:36      |
| 5. | 〈Maggie M'Gill〉        | 모리슨, 만자렉, 덴스모어, 크리거 | 4:23      |

## 인증
| 국가                                                  | 인증     | 판매량/출하량 |
| ----------------------------------------------------- | -------- | ------------- |
| 오스트리아 (IFPI 오스트리아)                          | 골드     | 25,000*       |
| 캐나다 (뮤직 캐나다)                                  | 플래티넘 | 100,000^      |
| 프랑스 (SNEP)                                         | 플래티넘 | 300,000*      |
| 폴란드 (ZPAV)                                         | 플래티넘 | 100,000*      |
| 스페인 (PROMUSICAE)                                   | 플래티넘 | 100,000^      |
| 스위스 (IFPI 스위스)                                  | 골드     | 25,000^       |
| 영국 (BPI)                                            | 골드     | 100,000^      |
| 미국 (RIAA)                                           | 플래티넘 | 1,000,000^    |
| *판매량을 기반으로 한 인증 ^출하량을 기반으로 한 인증 |          |               |